# Tom Krauß
Tom Krauß (* 22. Juni 2001 in Leipzig) ist ein deutscher Fußballspieler. Der Mittelfeldspieler steht als Leihspieler des 1. FSV Mainz 05 beim 1. FC Köln unter Vertrag.

## Familie
Toms Urgroßvater Fritz Krauß, sein Großvater Roland und sein Vater Holger waren jeweils Fußballspieler – sowie teils auch Fußballtrainer – bei Vereinen in Leipzig und Umgebung. Toms Vater Holger spielte bei mehreren Leipziger Vereinen, dem Nachwuchs von Bayer 04 Leverkusen sowie für den FSV Zwickau und den Halleschen FC. In den Jahren von 2015 bis 2017 war er zudem Trainer des SSV Markranstädt. Toms Urgroßvater mütterlicherseits war Rolf Sommer und wurde mit der BSG Chemie Leipzig – mit Fritz Krauß als Trainer – im Jahr 1951 Meister der DDR-Oberliga. Auch weitere seiner Verwandten (die Brüder seines Urgroßvaters Fritz: Gustav und Max Krauß) waren im Leipziger Fußball aktiv.

## Karriere

### Vereine

#### FC Sachsen Leipzig
Krauß begann seine Karriere in der Jugend des ehemaligen Leipziger Fußballvereins FC Sachsen Leipzig. Im Alter von zehn Jahren erfolgte der Wechsel in die Jugendabteilung von RB Leipzig. Dort durchlief der Mittelfeld-Akteur alle Mannschaften von der D- bis zur A-Jugend.

#### RB Leipzig
Im Juni 2019 stattete der Bundesligist Krauß mit einem Profivertrag bis zum 30. Juni 2021 aus. Dieser wurde im Juni 2020 bis Juni 2025 erweitert. Seitdem gehörte er regelmäßig zum Spieltagskader von Trainer Julian Nagelsmann. Am 34. Spieltag der Saison 2019/20 debütierte Krauß in der Bundesliga, als er gegen den FC Augsburg eingewechselt wurde. Krauß wurde durch diesen Einsatz der erste gebürtige Leipziger, der bei RB Leipzig sein Profidebüt feierte. Daneben spielte Krauß regelmäßig für die A-Junioren (U19) in der A-Junioren-Bundesliga und UEFA Youth League.

#### 1. FC Nürnberg
Zur Zweitligasaison 2020/21 wurde Krauß vom 1. FC Nürnberg für zwei Jahre auf Leihbasis verpflichtet. Robert Klauß, neuer Cheftrainer der Nürnberger, hatte ihn bereits zuvor in diversen Leipziger Jugendmannschaften und als Co-Trainer bei den Profis trainiert. In der ersten Saison steuerte Krauß eine Vorlage und zwei Tore bei und konnte sich mit 32 Einsätzen als Stammspieler etablieren. Auch in der Saison 2021/22 war Krauß Stammspieler und absolvierte 32 Zweitligaspiele (24‑mal in der Startelf), in denen er drei Tore erzielte.

#### FC Schalke 04
Zur Saison 2022/23 wechselte Krauß in die Bundesliga zum FC Schalke 04. Er wurde zunächst für ein Jahr ausgeliehen, jedoch wurde bereits eine automatische Festverpflichtung samt Vertrag bis zum 30. Juni 2027 ausgehandelt, wenn der Aufsteiger den Klassenerhalt erreicht. Er war unter Frank Kramer und dessen Nachfolger Thomas Reis auf Anhieb Stammspieler und absolvierte 32 Ligaspiele (31-mal in der Startelf), in denen er 2 Tore erzielte. Im September 2022 und Februar 2023 wurde der Mittelfeldspieler als Rookie des Monats ausgezeichnet. Die Schalker spielten eine schwache Hinrunde mit nur 9 Punkten, belegten in der Rückrundentabelle aber mit 22 Punkten den 8. Platz. Dies reichte in der Endabrechnung auf dem 17. Platz nicht zum Klassenerhalt, womit Krauß den Verein verließ.

#### 1. FSV Mainz 05
In der Sommerpause nahm Krauß an der U21-Europameisterschaft 2023 teil und kehrte daher aufgrund seines späteren Urlaubs nicht mehr zu RB Leipzig zurück. Der 22-Jährige wechselte stattdessen zur Saison 2023/24 zum 1. FSV Mainz 05, bei dem er einen „langfristigen“ Vertrag unterschrieb.

#### Luton Town und VfL Bochum
Im August 2024 wurde er an den englischen Zweitligisten Luton Town verliehen. Dort konnte er in 23 Spielen zwei Tore und vier Vorlagen beisteuern. Ende Januar 2025 wurde die Leihe vorzeitig beendet und Krauß bis zum Ende der Saison 2024/25 an den abstiegsbedrohten Mainzer Ligakonkurrenten VfL Bochum weiterverliehen.

#### 1. FC Köln
Im Juli 2025 wechselte Krauß für die Bundesligasaison 2025/26 auf Leihbasis zum 1. FC Köln.

### Nationalmannschaft
Seit 2015 spielt Krauß für Juniorenmannschaften des DFB. Krauß war der Kapitän der U19-Auswahl und wurde zuletzt für die U21-Nationalmannschaft nominiert.

## Auszeichnungen
- Rookie des Monats der Bundesliga: September 2022 und Februar 2023